# Sabine Böhne-Di Leo
Sabine Böhne-Di Leo (* 1959 in Bochum) ist eine deutsche Journalistin und Hochschulprofessorin.

## Leben
Sabine Böhne-Di Leo studierte Politikwissenschaft, Publizistik, Soziologie und Geschichte an den Universitäten Münster und Perugia. Anfang 1985 schloss sie ihr Studium mit einer Magisterarbeit über die historischen Ursachen des italienischen Nord-Süd-Gefälles ab. Nebenher arbeitete sie als staatlich geprüfte Italienisch-Übersetzerin für Polizei und Justiz im Oberlandesgerichtsbezirk Hamm.
Nach journalistischen Anfängen als Gerichtsberichterstatterin bei der Münsterschen Zeitung gehörte sie bis 1990 als Gesellschafterin dem Journalistenbüro Kontur in Münster an. Danach arbeitete sie in Hamburg als freie Autorin für Zeitschriften wie Brigitte, GEO, Stern und das Zeitmagazin.
2009 wurde sie mit dem Deutschen Preis für Naturjournalismus für die Stern-Reportage „Wipfelstürmer“ über ein Eichhörnchen-Forschungsprojekt im italienischen Nationalpark Stilfserjoch ausgezeichnet.
Zum Wintersemester 2009 wurde sie als Professorin an den Studiengang Ressortjournalismus der Hochschule Ansbach berufen und lehrt seither Journalismus und Politik. Zudem baute sie die Lehrredaktion des Stadtmagazins KASPAR auf und leitete es zwölf Jahre.
Sabine Böhne-Di Leo ist mit dem italienischen Musiker Mario Di Leo verheiratet. Sie hat zwei Kinder.

## Bücher
- mit Inge Behrens und dem Fotografen Berthold Steinhilber: Der Traum vom anderen Wohnen – von der Almhütte bis zum Zirkuswagen. Gerstenberg, 2001, ISBN 3-8067-2874-7.
- mit Berthold Steinhilber: Deutschland – Eine Reise durch die Zeit. Frederking & Thaler, 2018, ISBN 978-3-95416-187-4.
- Die Erfindung der Bundesrepublik – Wie unser Grundgesetz entstand. Kiepenheuer & Witsch, 2024, ISBN 978-3-462-00427-4.